# Excel n.º 71
Excel n.º 71 es un municipio rural canadiense situado en la provincia de Saskatchewan.

## Superficie
Excel n.º 71 tiene una superficie de 1093,31 km².

## Demografía
En 2021, tenía 411 habitantes, una densidad poblacional de 0,4 hab./km², y 169 viviendas.